# Sympecma gobica
Sympecma gobica là loài chuồn chuồn trong họ Lestidae. Loài này được Förster mô tả khoa học đầu tiên năm 1900.